# Tangara modrá
Tangara modrá (Thraupis episcopus) je středně velký jihoamerický pěvec z čeledi tangarovitých (Thraupidae). Areál výskytu tohoto druhu začíná Mexikem směrem k severovýchodní Bolívii až po severní Brazílie a celou Amazonii. V současné době jej lze pozorovat také v Peru, především v hlavním městě Lima.

## Popis

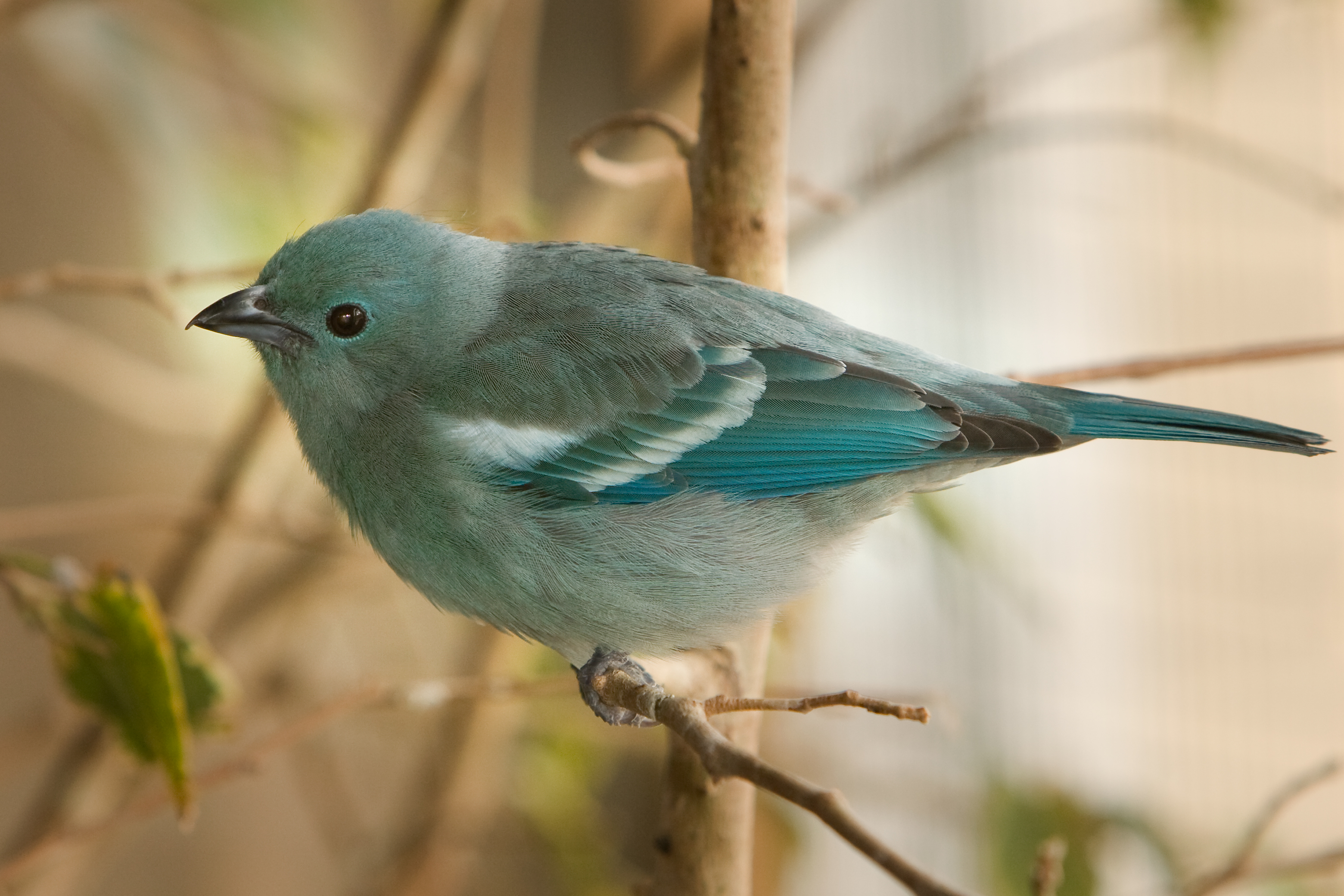
Dospělý jedinec žijící v zajetí

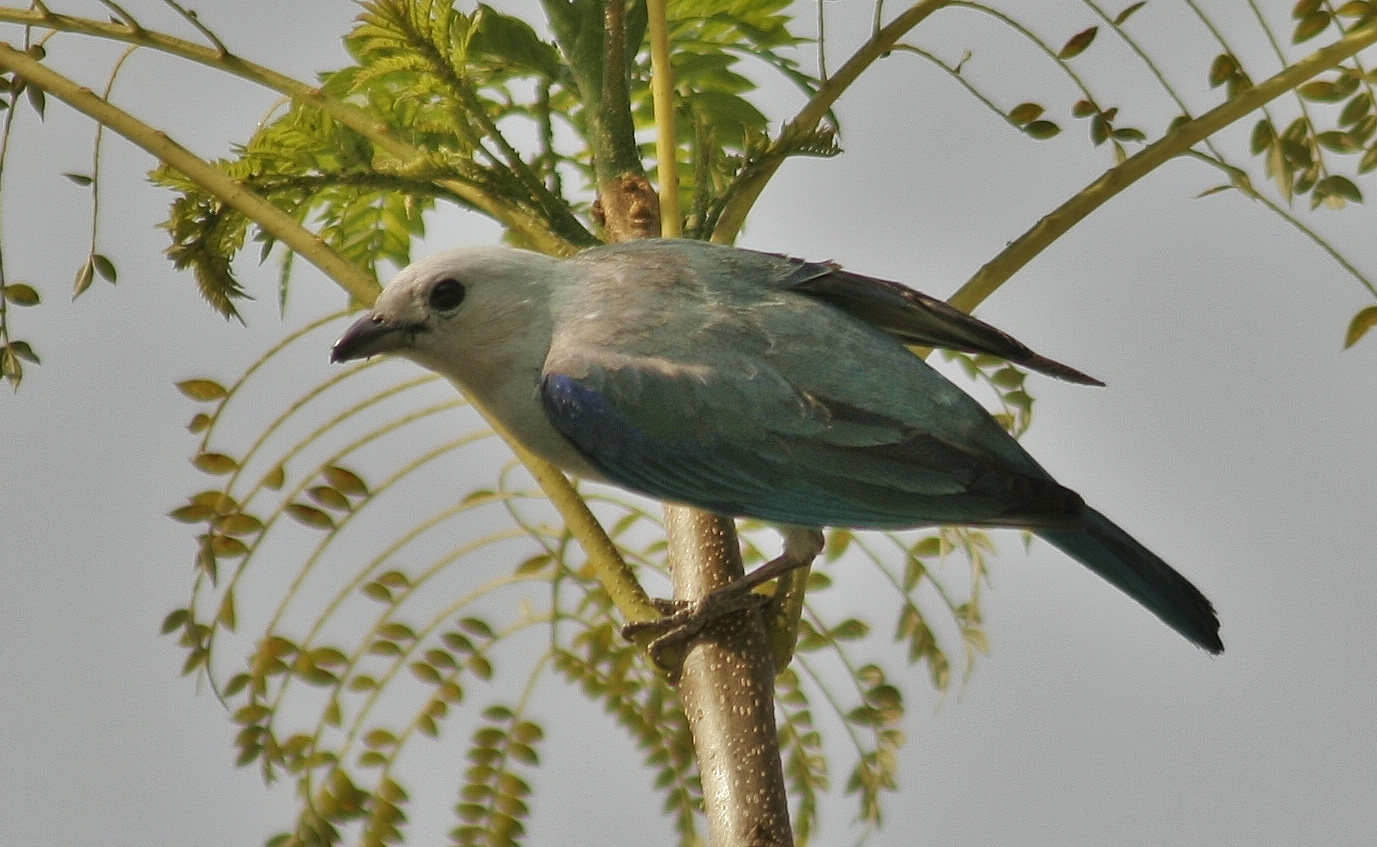
Téměř bílý jedinec žijící v Guatemale

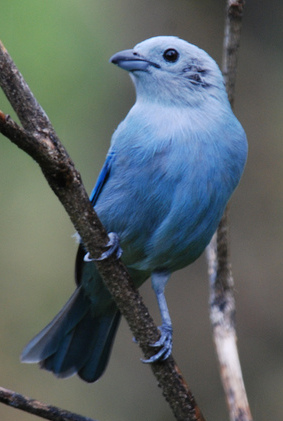
Tmavě modrý jedinec s nezvykle zbarveným zobákem

Tangara modrá je středně velký pták, jehož délka těla se pohybuje mezi 16 a 18 cm. Hmotnost je 30 až 40 g a závisí na typu a množství potravy. Dospělí jedinci mají obvykle namodralou hlavu a dolní partie s tmavšími modrými křídly. Odstíny modré se na křídlech různé střídají, ale většinou bývají tmavší než na zbytku těla. Ocas je poměrně dlouhý, ocasní pera zespodu černá. Tangary modré nevykazují pohlavní dimorfismus, avšak podle zbarvení se dají rozeznat mladí jedinci od dospělých; mladí jedinci mají obvykle méně atraktivní a výrazné zbarvení peří.
Tangary modré vydávají zvuky podobné tsee-tsuup nebo také pisklavé cvrlikání.

## Taxonomie
Tangaru modrou poprvé popsal Carl Linné ve své publikaci Systema Naturae v roce 1766. V současné době je oficiálně uznáváno až patnáct poddruhů, avšak některé zdroje uvádějí třináct nebo i méně. Jednotlivé poddruhy se liší nejen areálem výskytu ale také v odstínu modré na křídlech; od našedlé, přes nazelenalou až po purpurově modrou. Například poddruh Thraupis episcopus berlepschi, který je endemický pro Tobago, je na většině těla světlejší než nominátní poddruh, ale naopak ocasní peří a ramena jsou tmavě modrá. Thraupis episcopus neosophilus, poddruh který uvádí jen málokteré zdroje a který se vyskytuje na území severní Venezuely a východní Kolumbie, má zase fialová ramena a krk. A další poddruh, Thraupis episcopus mediana, má křídla téměř bílá. Kompletní seznam všech nejčastěji uváděných poddruhů:
- Thraupis episcopus berlepschi
- Thraupis episcopus caerulea
- Thraupis episcopus caesitia
- Thraupis episcopus cana
- Thraupis episcopus coelestis
- Thraupis episcopus cumatilis
- Thraupis episcopus ehrenreichi
- Thraupis episcopus episcopus
- Thraupis episcopus leucoptera
- Thraupis episcopus major
- Thraupis episcopus mediana
- Thraupis episcopus nesophila
- Thraupis episcopus quaesita
- Thraupis episcopus urubambae

## Ekologie
Tangary modré vyhledávají především otevřené lesy, obdělávané plochy, například pole, nebo zahrady. Živí se především ovocem, ale pokud není zbytí, nepohrdnou ani drobným hmyzem nebo nektarem rostlin. Vyloženě oblíbeným ovocem je papája. Ve volné přírodě se sdružují do páru nebo menších skupinek a jsou typické svojí hlučností a neklidností.
Samice obvykle do hnízda naklade dvě až tři bělavá až šedozelená vajíčka (opět záleží na poddruhu). Samotné hnízdo je pohárovitého tvaru a bývá umístěno vysoko na větvi stromu nebo v trhlinách v lidských obydlích. Vejce jsou následně samicí inkubována po dobu asi dvou týdnů. Hnízda tangar modrých bývají obvykle hostitelskými hnízdy pro hnízdní parazity, jako jsou vlhovci.
Při studiu tangar modrých v Kolumbii se přišlo i na to, že většina místních ptáků je infikována blíže neurčeným prvokem z rodu Trypanosoma nebo jinými krevními parazity, kteří nemohli být blíže identifikováni. Naopak při zkoumání ptáků v Turbo, městu taktéž v Kolumbii, nebyli nalezeni žádní parazité.

## Status
Díky hojné a stálé populace a velkému areálu výskytu je tangara modrá dle IUCN řazena jako málo dotčený, tedy nechráněný druh. Většina tangar je na tom podobně, avšak existují i výjimky.

## Chov v zoo
V evropských zoo se jedná o vzácně chovaný druh. V únoru 2022 byla tangara modrá chována dle databáze Zootierliste jen v osmi evropských zoo včetně dvou českých: v jihočeské Zoo Hluboká a ve středočeském Zooparku Zájezd, kde je chována v pavilonu Terária.